# I campioni del wrestling
I campioni del wrestling (Hulk Hogan's Rock 'n' Wrestling) è una serie televisiva animata prodotta negli Stati Uniti d'America nel 1985, e trasmessa per la prima volta in Italia nel 1990 su Italia 7.
In un periodo di grandissimo successo del franchise legato agli incontri di wrestling della World Wrestling Federation, il presidente della federazione Vince McMahon ha l'idea di allargare ulteriormente il mercato includendo anche quello del mondo dei cartoni animati. Sebbene in I campioni del wrestling figurino tutti reali wrestler del tempo, il cartone tratta pochissimo di wrestling.
La sigla musicale del cartone (invariata nella versione italiana) è un brano strumentale ispirato a Ravishing di Bonnie Tyler.

## Trama
Come nella tradizione dei cartoon statunitensi, i singoli episodi dell'opera non seguono un filo cronologico e narrativo ma trattano di singoli aneddoti dove i face (buoni) capitanati da Hulk Hogan hanno sempre la meglio sugli heel (cattivi) guidati da Roddy Piper; nel cartone la pratica del wrestling ha un ruolo molto marginale e non si assiste quasi mai a combattimenti.
I wrestler appaiono anche in carne ed ossa in alcuni intermezzi live action durante il cartone, tra i quali è frequente il videoclip del brano Land of a Thousand Dances, interpretato da vari lottatori del tempo e tratto da The Wrestling Album.

## Personaggi
- Hulk Hogan
- Junkyard Dog
- "Captain" Lou Albano
- André the Giant
- Wendi Richter
- "Superfly" Jimmy Snuka
- Hillbilly Jim
- Tito Santana
- Roddy Piper
- Iron Sheik
- Nikolai Volkoff
- The Fabulous Moolah
- Big John Studd
- Mr. Fuji
- Gene Okerlund

## Episodi
Stagione 1 (1985)
1. L'inganno Non dà il successo
2. Il mistero a 4 zampe
3. Impresa distruzione
4. Un gorilla in maschera
5. Il mostro di latta
6. La grande corsa
7. Piccolo ma in gamba
8. I superscout
9. Nella foresta di Robin Hulk
10. Il rock degli zombi
11. Il mistero del diamante
12. S.O.S. extraterrestre

Stagione 2 (1986)
1. Il Compleanno di Capitan Lou
2. I Caccia-fantasmi
3. Tutti in crociera
4. Cassette calmanti
5. Corso di sopravvivenza
6. L'elezione truccata
7. Muscoli gonfiati
8. Sabotaggio al circo
9. Duello musicale
10. Missione nello spazio
11. Il treno della paura
12. Nel regno delle amazzoni
13. Il tutore
14. Il nuovo vestito di Andrè
15. Il duca di Piperton
16. L'arte della lotta
17. Pericolo al volante
18. Cane da guardia
19. Nipotini pestiferi
20. Apprendisti estetisti
21. Gli scomodi inquilini